# Leucania umbrosa
Leucania umbrosa är en fjärilsart som beskrevs av W. Warren 1913. Leucania umbrosa ingår i släktet Leucania och familjen nattflyn. Inga underarter finns listade i Catalogue of Life.